# فرنان آرنو
فرنان آرنو (فرانسوی: Fernand Arnout‎; ۸ دسامبر ۱۸۹۹ – ۳۰ ژانویهٔ ۱۹۷۴) وزنه‌بردار اهل فرانسه بود.